# Linda Greenhouse
Linda Greenhouse   (Nova York, 9 de gener de 1947) és una periodista legal estatunidenca que és la professora Joseph M. Goldstein en dret a Yale Law School. És una periodista guardonada amb el premi Pulitzer que va cobrir el Tribunal Suprem dels Estats Units durant gairebé tres decades pel The New York Times. És la presidenta de la Societat Filosòfica Americana (des del 2017) i membre del senat de Phi Beta Kappa.

## Biografia

### Infantesa i educació
Greenhouse va néixer en una família jueva a la ciutat de Nova York, filla de H. Robert Greenhouse, metge i professora de psiquiatria a Harvard Medical School, i Dorothy (Greenlick de naixement). Va rebre un Bachelor of Arts en governança del Radcliffe College el 1968, en què va ser elegida a Phi Beta Kappa. Va rebre un Master of Studies en dret de Yale Law School el 1978.

### Carrera
Greenhouse va començar la seva carrera de 40 anys al The New York Times cobrint el govern estatal a l'oficina el diari a Albany. Després de completar el seu màster amb una beca de la Fundació Ford, va tornar al Times i va cobrir 29 sessions del Tribunal Suprem del 1978 al 2007, tret de dos anys a mitjans de la dècada de 1980 en què cobrí el Congrés. Des del 1981, ha publicat més de 2.800 articles al Times. Ha sigut convidada regular al programa de la PBS Washington Week.

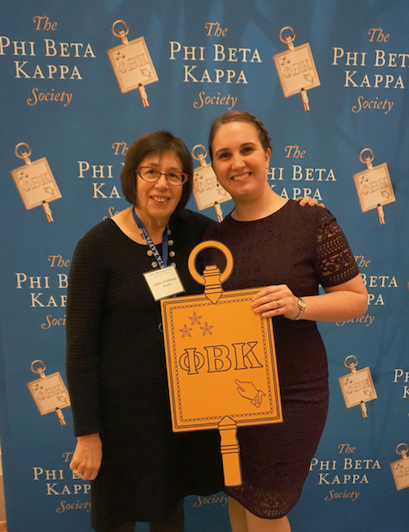
Linda Greenhouse (esquerra) en l'entrega d'un premi el 7 de desembre de 2018.

El 2008, Greenhouse va acceptar una oferta del The Times per una jubilació anticipada al final de la sessió del Tribunal Suprem l'estiu de 2008. Set dels nou jutges del Tribunal van assistir a una celebració de comiat per ella el 12 de juny de 2008. Va continuar escrivint pel diari a la secció "Opinionator".
El 2010 va coescriure amb Reva Siegel un llibre sobre el desenvolupament del debat sobre l'avortament abans de la decisió del Tribunal Suprem en l'assumpte, Roe contra Wade (1973). Era una selecció de fonts primàries encara que amb alguns comentaris.
Greenhouse va criticar les polítiques i accions dels EUA al Centre de detenció de Guantánamo, Abu Ghraib i Haditha en un discurs a la Universitat Harvard de 2006. Durant el discurs va dir que havia començat a plorar uns anys enrere en un concert de Simon & Garfunkel perquè la seva generació no ho havia fet millor en dirigir el país que les anteriors.

#### Nominacions i premis
Greenhouse va rebre un premi Pulitzer en periodisme el 1998 «per la seva cobertura consistentment il·luminant del Tribunal Suprem dels Estats Units».

## Vida personal
Es va casar amb l'advocat Eugene R. Fidell el 1r de gener de 1981 a Washington DC, en una cerimònia jueva. Tenen una filla, la cineasta Hannah Fidell (7 d'octubre de 1985).